# Elias Boudinot (Cherokee)
Pour les articles homonymes, voir Elias Boudinot (homonymie) et Boudinot.
Elias Boudinot (c. 1800 - 22 juin 1839) est un Amérindien Cherokee qui a créé et édité le premier journal de la tribu, le Cherokee Phoenix. Il est né en Géorgie sous le nom de Gallegina Watie (ou encore « Buck » Watie) et est mort en Oklahoma.

## Biographie
Boudinot fait partie d'une importante famille cherokee, il est le frère de Stand Watie, le neveu de Major Ridge et le cousin de John Ridge.
Boudinot, les Ridge, John Ross, Charles Hicks et son fils Elijah Hicks forment l'élite régnante de la nation cherokee, qui réalise que la déculturation rapide des Cherokees est dangereuse pour leur survie. Le journal Cherokee Phoenix d'Elias, édité partiellement dans le langage de Sequoyah mais la plupart du temps en anglais, est destiné à préserver la civilisation cherokee.
Les États-Unis, en particulier l'État de Géorgie, en dépit des objectifs affichés de « civiliser » les Cherokee en les déplaçant à l'ouest, sont surtout intéressés par leur terre. Les blancs commencent à grignoter la terre des Cherokee en utilisant la violence ou bien par des actions quasi-légales comme la loterie de la terre de Géorgie. L'apogée de la défense des Cherokees culmine dans deux arrêts de la Cour suprême qui reconnaissent la souveraineté de la nation cherokee, mais le président Andrew Jackson refuse de contraindre la Géorgie à respecter la décision de la cour.
Boudinot et John Ridge sont profondément affectés par une réunion qui a lieu en mai 1832 entre le chef cherokee John Ross et le juge de la Cour suprême John McLean au cours de laquelle McLean préconise la déportation vers les Territoires indiens et l'entrée définitive des Cherokees dans les États-Unis. Le 1er août 1832, Boudinot démissionne de son poste de rédacteur du Cherokee Phoenix après que Ross ait empêché Boudinot d'écrire des éditoriaux suggérant la déportation comme une option possible pour la nation cherokee. En mai 1834, Boudinot, Major Ridge, John Ridge et Andrew Ross, frère de John Ross rencontrent John Eaton, secrétaire à la Guerre des États-Unis dans le but de signer un traité instituant la déportation. Ceux-ci ne sont pas capables de dégager une plate-forme commune avec ceux qui restaient opposés à la déportation et ont signé le Traité de New Echota le 29 décembre 1835, bien que la majorité de la nation cherokee soit unie derrière John Ross, opposant à la déportation.
Le traité est néanmoins ratifié par le Congrès et les Cherokee ont été déportés dans des conditions horribles maintenant connues sous le nom de la « Piste des Larmes » (Trail of tears). La faction signatrice du traité a évité ces conditions en partant plus tôt et en dégageant des fonds pour le voyage.
Elias Boudinot, Major Ridge et John Ridge sont assassinés en 1839 par des partisans du clan John Ross en raison de leur rôle dans le traité.